# 日進市
日進市（にっしんし）は、愛知県の中部に位置する市。
多くの大学や高校、研究開発機関が存在する田園学園都市で、尾張地方の東端に位置し、三河地方と接している。市域は西は名古屋市（天白区と名東区）、東はみよし市と豊田市に隣接している。
名古屋市営地下鉄鶴舞線（1978年）、名鉄豊田線（1979年）の開通、土地区画整理事業や民間デベロッパーによる宅地開発等により急速に都市化が進み、国勢調査による人口増加率は、全国の市の中では、1995年から2000年にかけては16.4％で1位に、2000年から2005年にかけては12.0％で2位となった。名古屋市外では唯一名古屋市営地下鉄の駅を有する自治体である。

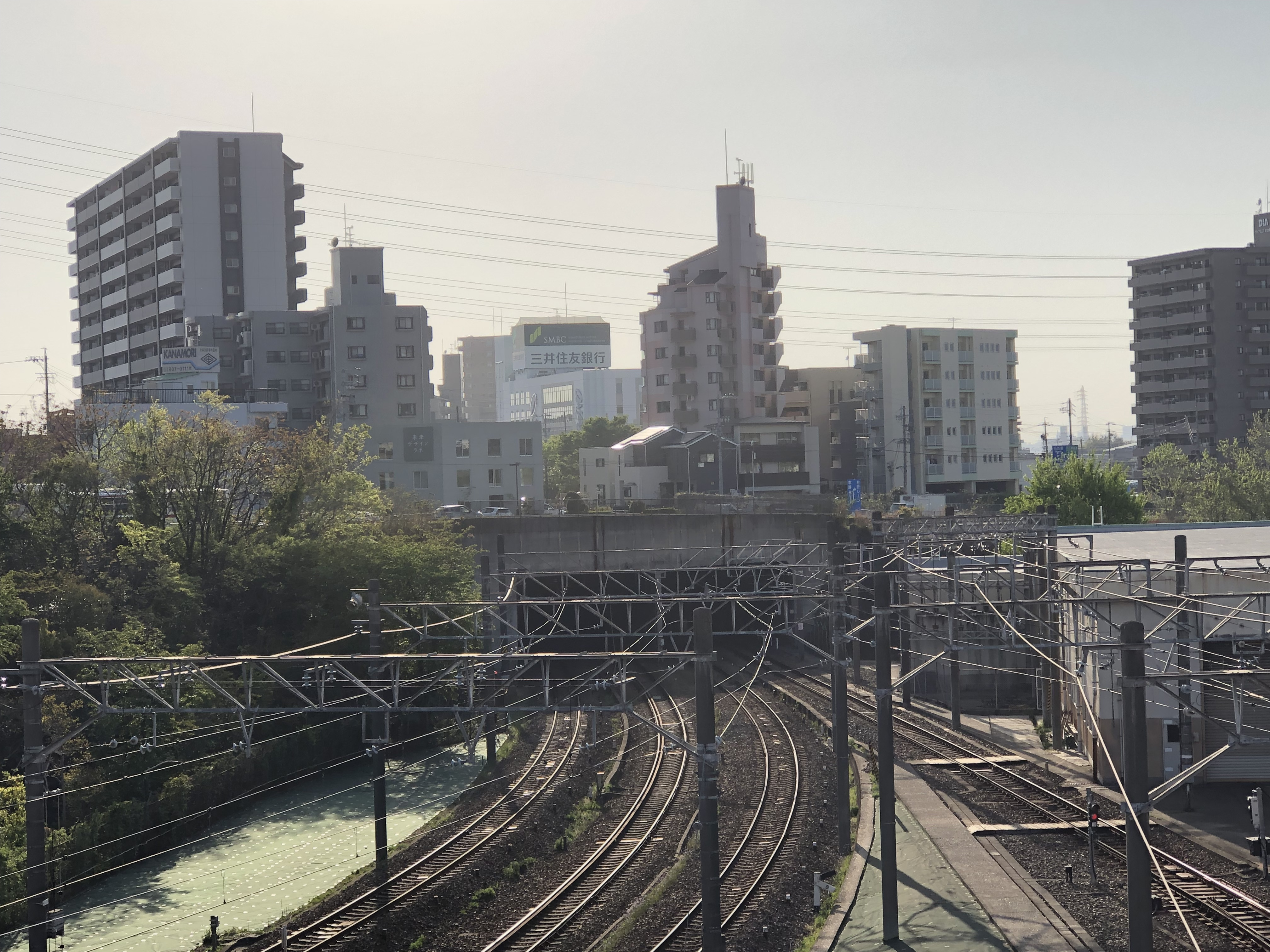
赤池駅周辺のマンション群
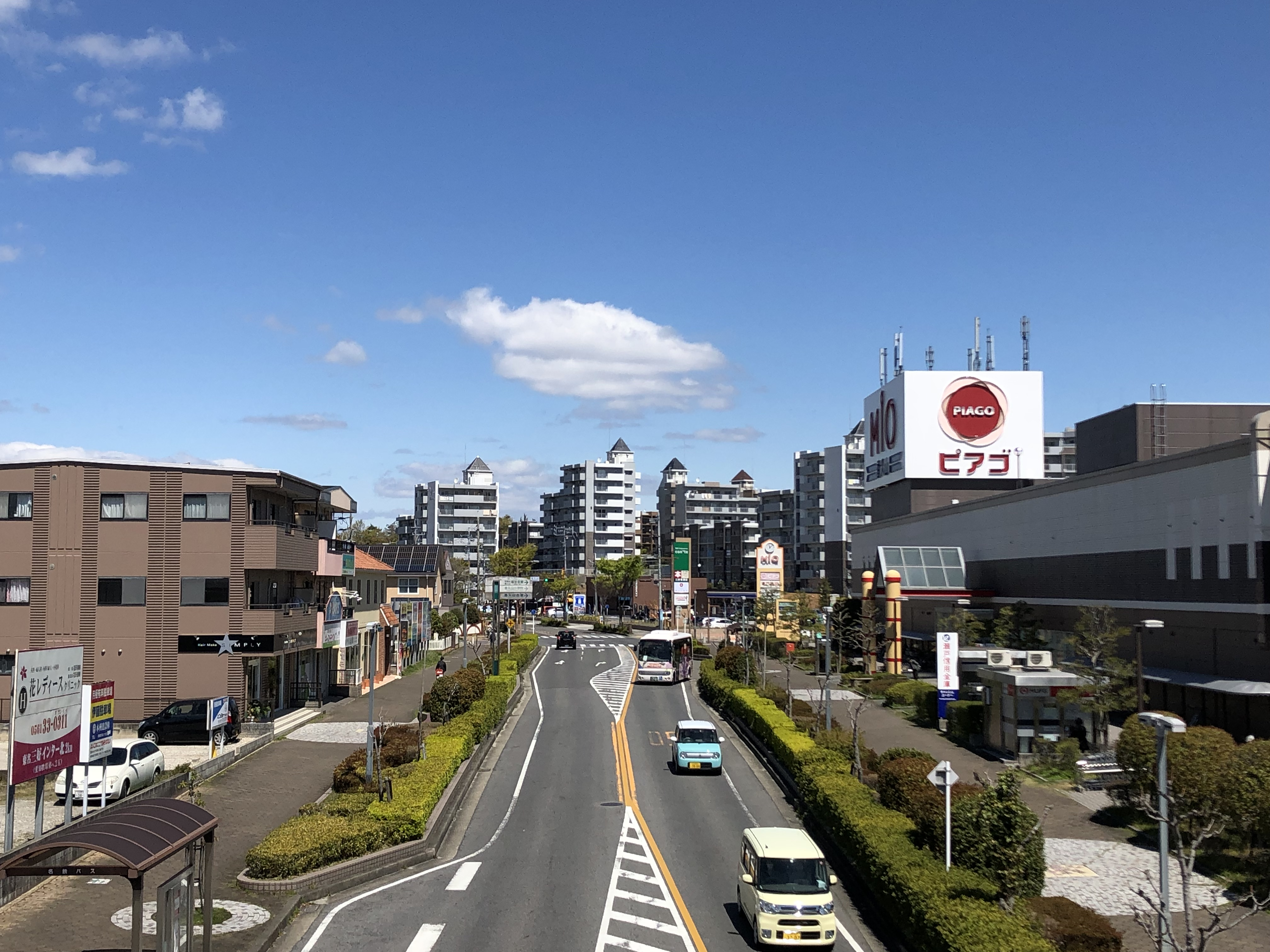
香久山のマンション群
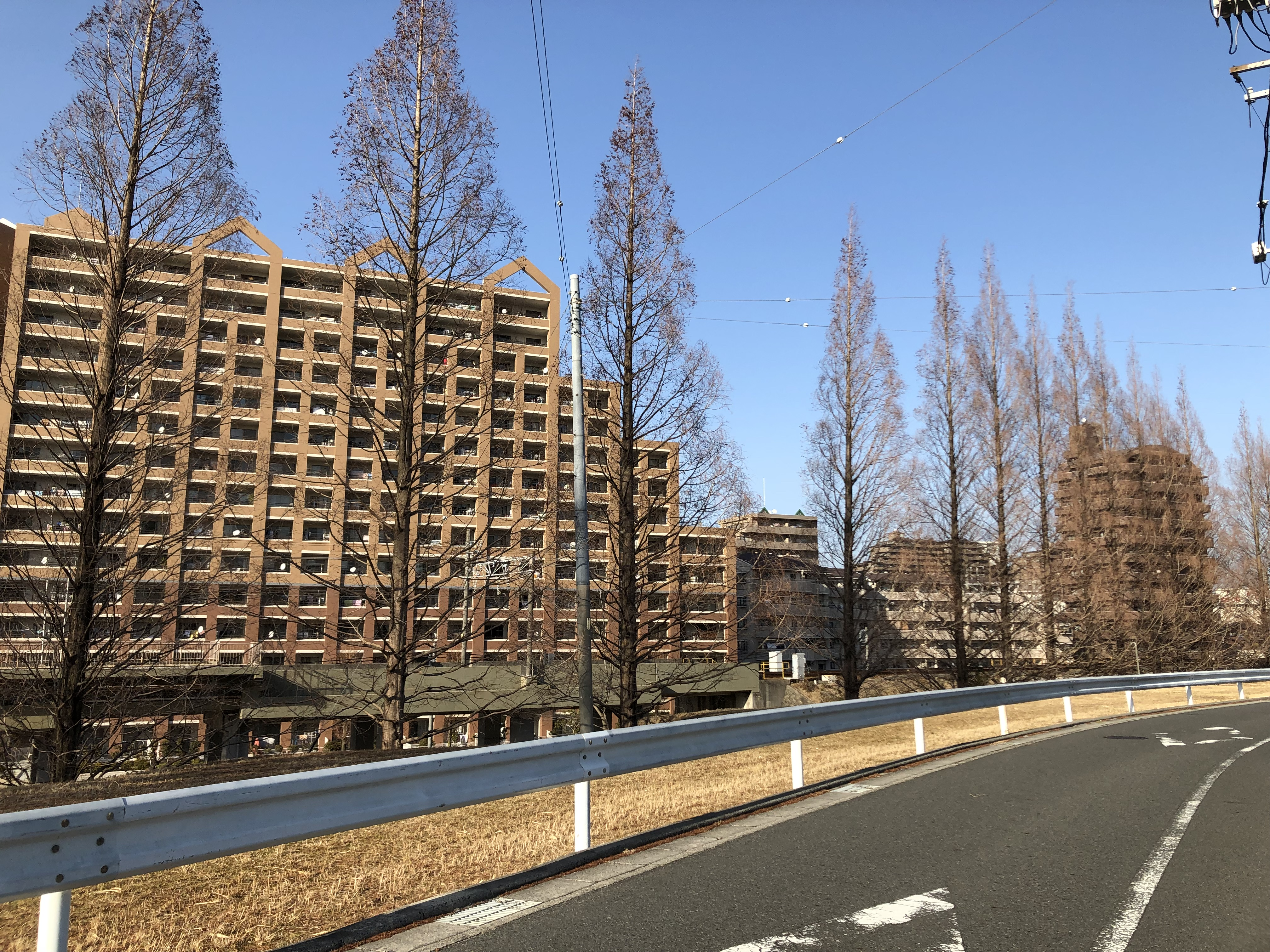
日進駅周辺のマンション群

## 地理

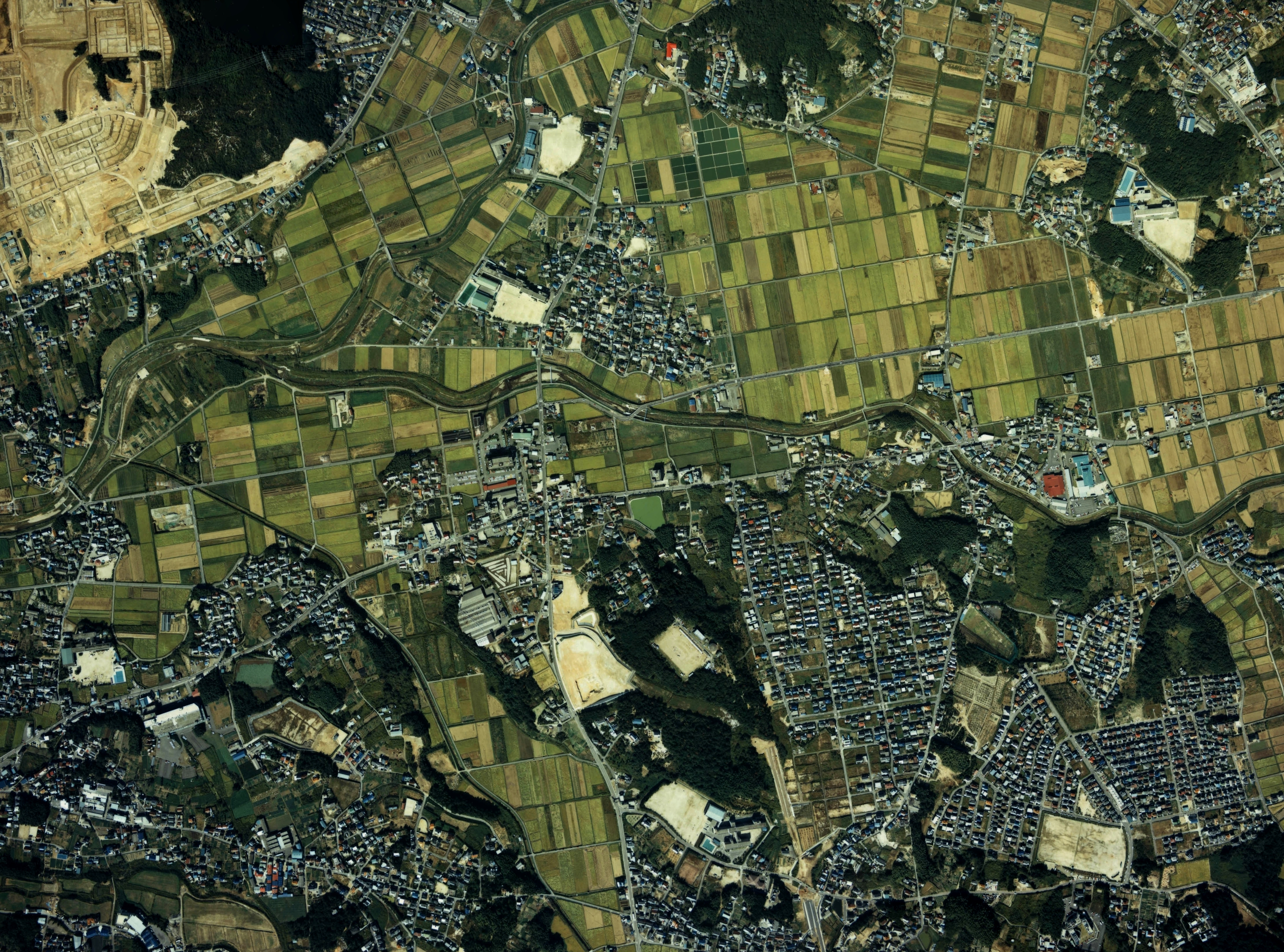
日進市中心部周辺の空中写真。1987年撮影の2枚を合成作成。
。

名古屋市の東に広がる東部丘陵地に位置し、市のほぼ中央を天白川が東西に流れる。

### 地形

#### 河川
二級河川
- 天白川(米野木川、赤池川） - 名古屋港に流出する河川。同市米野木町三ヶ峯付近を水源とする[2][3]。
- 繁盛川 - 天白川支流。名古屋市天白区荒池を水源とする。
- 岩崎川 - 天白川支流。五色園付近を水源とする。

準用河川
- 豊田川（箕午川） - 天白川支流
- 高上川 - 天白川支流
- 細口川 - 天白川支流

普通河川
- 谷の川 - 豊田川支流
- 郷東川 - 天白川支流
- 小川（高上川) - 天白川支流
- 折戸川 - 天白川支流
- 井田川 - 折戸川支流
- 本田川 - 岩崎川支流
- 菊水川 - 岩崎川支流
- 竹田川 - 岩崎川支流
- 大清水川 - 岩崎川支流
- 北新田川 - 岩崎川支流
- 福井川 - 北新田川支流
- 岩藤川（岩藤新田川） - 岩崎川源流
- 黒木川 - 天白川支流
- 三本木川（本木川） - 天白川源流

その他、本市域の南部には境川水系の小規模な支流が存在する。

#### 湖沼
主な池
- 愛知池（東郷調整池） - 愛知用水の調整池。境川水系前川の水源でもある。
- 上納池
- 笠寺池
- 堀割池
- 海老池 - 2020年代に消滅。
- 三ヶ峰下池
- 岩藤新池
- 林池
- 三ッ池
- 芋地池
- 鶴思慕池
- 機織池
- 弁天池

### 町名
括弧内は、数字は発足年、地名は「大字」の項のみ旧自治体名、それ以外は旧町・大字名である。
- 赤池町（旧香久山村、市制施行前は大字赤池）
- 浅田町（旧香久山村、市制施行前は大字浅田）
- 梅森町（旧香久山村、市制施行前は大字梅森）
- 折戸町（旧香久山村、市制施行前は大字折戸）
- 蟹甲町（旧香久山村、市制施行前は大字蟹甲新田）
- 野方町（旧香久山村、市制施行前は大字野方）
- 米野木町（旧白山村、市制施行前は大字米野木）
- 三本木町（旧白山村、市制施行前は大字三本木）
- 藤枝町（旧白山村、市制施行前は大字藤枝）
- 藤島町（旧白山村、市制施行前は大字藤島）
- 本郷町（旧白山村、市制施行前は大字本郷）
- 岩崎町（旧岩崎村、市制施行前は大字岩崎）
- 岩藤町（旧岩崎村、市制施行前は大字岩藤新田）
- 北新町（旧岩崎村、市制施行前は大字北新田）
- 南ケ丘1〜3丁目（1969年、大字折戸・和合・和合ケ丘[6][注釈 1]）
- 梅森台1〜5丁目（1981年、大字梅森[7]）
- 竹の山1〜5丁目（1987年、大字岩崎/岩崎町、はじめ1丁目[8]、2〜5丁目は2012年成立[9]）
- 栄1〜5丁目（1989年、大字折戸/折戸町、はじめ1丁目[10]、2〜5丁目は1997年成立[11]）
- 五色園1〜4丁目（1990年、大字岩藤新田・北新田[12]）
- 東山1〜7丁目（1991年、大字折戸・藤枝・蟹甲新田[13]）
- 香久山1〜5丁目（1993年、大字梅森・岩崎[14]）
- 赤池1〜5丁目（1994年、大字赤池/赤池町[15][16]）
- 岩崎台1〜4丁目（1995年、岩崎町[17]）
- 藤塚1〜7丁目（2001年、折戸町・浅田町[18]）
- 赤池南1〜2丁目（2008年、赤池町・（天白区）荒池2丁目[16]）
- 浅田平子1〜3丁目（2011年、浅田町[19]）
- 米野木台1〜6丁目（2016年、米野木町・藤枝町[20]）

### 行政区
- 赤池（あかいけ）[21]
- 浅田（あさだ）
- 梅森（うめもり）
- 野方（のかた）
- 蟹甲（かにこう）
- 折戸（おりど）
- 藤枝（ふじえだ）
- 米野木（こめのき）
- 三本木（さんぼんぎ）
- 藤島（ふじしま）
- 本郷（ほんごう）
- 岩崎（いわさき）
- 岩藤（いわふじ）
- 北新（きたしん）
- 南ヶ丘（みなみがおか）
- 五色園（ごしきえん）
- 香久山（かぐやま）
- 岩崎台（いわさきだい）
- 東山（ひがしやま）

### 人口
| |                                        |  |
| 日進市と全国の年齢別人口分布（2005年） | 日進市の年齢・男女別人口分布（2005年） |  |
| ■紫色 ― 日進市 ■緑色 ― 日本全国 | ■青色 ― 男性 ■赤色 ― 女性              |  |
| 日進市（に相当する地域）の人口の推移 \| 1970年（昭和45年） \| 21,486人 \| \| \| 1975年（昭和50年） \| 32,732人 \| \| \| 1980年（昭和55年） \| 41,024人 \| \| \| 1985年（昭和60年） \| 44,802人 \| \| \| 1990年（平成2年） \| 50,335人 \| \| \| 1995年（平成7年） \| 60,311人 \| \| \| 2000年（平成12年） \| 70,188人 \| \| \| 2005年（平成17年） \| 78,591人 \| \| \| 2010年（平成22年） \| 84,237人 \| \| \| 2015年（平成27年） \| 87,977人 \| \| \| 2020年（令和2年） \| 91,520人 \| \| |                                        |  |
| 総務省統計局 国勢調査より |                                        |  |
| 1970年（昭和45年） | 21,486人                               |  |
| 1975年（昭和50年） | 32,732人                               |  |
| 1980年（昭和55年） | 41,024人                               |  |
| 1985年（昭和60年） | 44,802人                               |  |
| 1990年（平成2年） | 50,335人                               |  |
| 1995年（平成7年） | 60,311人                               |  |
| 2000年（平成12年） | 70,188人                               |  |
| 2005年（平成17年） | 78,591人                               |  |
| 2010年（平成22年） | 84,237人                               |  |
| 2015年（平成27年） | 87,977人                               |  |
| 2020年（令和2年） | 91,520人                               |  |

人口は年々増加している。周辺市町の尾張旭市や豊明市を抜いている。

### 隣接している自治体・行政区
愛知県
- 名古屋市
  - 名東区
  - 天白区
  - 緑区
- 豊田市
- みよし市
- 長久手市
- 愛知郡
  - 東郷町

## 歴史

### 日進村の成立
概ね現在の区域となったのは1906年（明治39年）の合併の時である。愛知郡香久山村、白山村、岩崎村が合併し愛知郡日進村が成立した。
「日進」の由来について、1923年発行の『愛知郡誌』では「村名につき熟議を重ねしが、時恰かも帝国軍艦日進の進水式を挙げしに会せしを以て、議一決して日進村とするに至りしなり。」と、装甲巡洋艦「日進」の進水式に求めている。日進はアルゼンチンが発注してイタリアで建造されたものを日本が購入した船で、1903年に進水、翌1904年日本に廻航された。3月3日には名古屋にも来港したという。日進の進水から合併までは2年半以上あることから、1983年発行の『日進町誌』は「命名の理由は今一つ明瞭ではない。」としている。また、香久山村の村長を務めた出原三郎の追憶誌『三敬』によれば、日進村の命名は出原三郎の提唱によるものだという。

### シンボルマーク制定
2006年に百周年記念事業の一環として市章のデザイン変更が検討された。市章の印象について「伝統」「堅い」「軍隊」などの意見があったという。変更について郵送方式でアンケートを行った結果、反対が75.2%と多数で、変更は見送られた。反対の主な理由として歴史があることや経費が掛かることなどが挙げられた。また、市章変更に反対と答えた人の内62.4%がシンボルマークの設定にも反対し、これも見送られた。
2014年に市制20周年記念事業としてシンボルマーク制定が当初予算案に盛り込まれた。シンボルマークは公募され、選考委員会の審査と市民投票を経て10月に行われた記念式典で披露された。

### 沿革
- 1889年（明治22年）10月1日 - 町村制施行により14か村が統廃合され、愛知郡香久山村、白山村、岩崎村の3村が発足。
- 1906年（明治39年）
  - 5月10日 - 愛知郡香久山村、白山村、岩崎村が合併し日進村となる。
  - 12月1日 - 日進尋常高等小学校（現在の西小学校の前身）設置。
- 1912年（明治45年） - 日進東部尋常小学校、日進北部尋常小学校（それぞれ現在の東小学校・北小学校）設置。
- 1947年（昭和22年）4月 - 日進中学校開校。
- 1958年（昭和33年）1月1日 - 町制施行により、日進町となる。
- 1973年（昭和48年）9月1日 - 南小学校開校。
- 1978年（昭和53年）
  - 4月1日 - 相野山小学校、日進西中学校および愛知県立日進高等学校開校。
  - 10月1日 - 名古屋市営地下鉄鶴舞線赤池駅開業。
- 1979年（昭和54年）
  - 4月1日 - 日進東中学校開校。
  - 7月29日 - 名鉄豊田新線（現・豊田線）が開通し、日進駅・米野木駅開業。
- 1980年（昭和55年）6月17日 - 町社会文化センター開館。
- 1983年（昭和58年）4月 - 愛知県立日進西高等学校開校。
- 1987年（昭和62年）
  - 総合運動公園開園。
  - 岩崎城跡を整備し、岩崎城址公園として開園。
- 1989年（平成元年）
  - 4月8日 - 町民憲章（市民憲章）制定[29]。
  - 5月1日 - 町民会館（市民会館）開館。町社会文化センターが町立図書館（市立図書館）として開館。
- 1993年（平成5年）4月 - 香久山小学校開校。
- 1994年（平成6年）10月1日 - 市制施行により、日進市となる[30]。
- 1996年（平成8年） - 市スポーツセンター開館。
- 2003年（平成15年）4月 - 梨の木小学校開校。
- 2008年（平成20年）4月 - 赤池小学校開校。
- 2013年（平成25年）4月 - 竹の山小学校・日進北中学校開校。

## 行政

### 市長
- 市長：近藤裕貴（2019年5月25日就任、2期目）

| 代     | 氏名     | 就任年月日    | 退任年月日    | 備考                        |
| ------ | -------- | ------------- | ------------- | --------------------------- |
| 初-2代 | 山田一麿 | 1994年10月1日 | 1999年7月24日 | 日進町長を2期務めた         |
| 3-4代  | 佐護彰   | 1999年7月25日 | 2007年7月24日 |                             |
| 5-7代  | 萩野幸三 | 2007年7月25日 | 2019年5月24日 | 5月24日に前倒しして任期満了 |
| 8-9代  | 近藤裕貴 | 2019年5月25日 | 2027年5月24日 | 4月の統一地方選挙にて当選   |

### 市役所

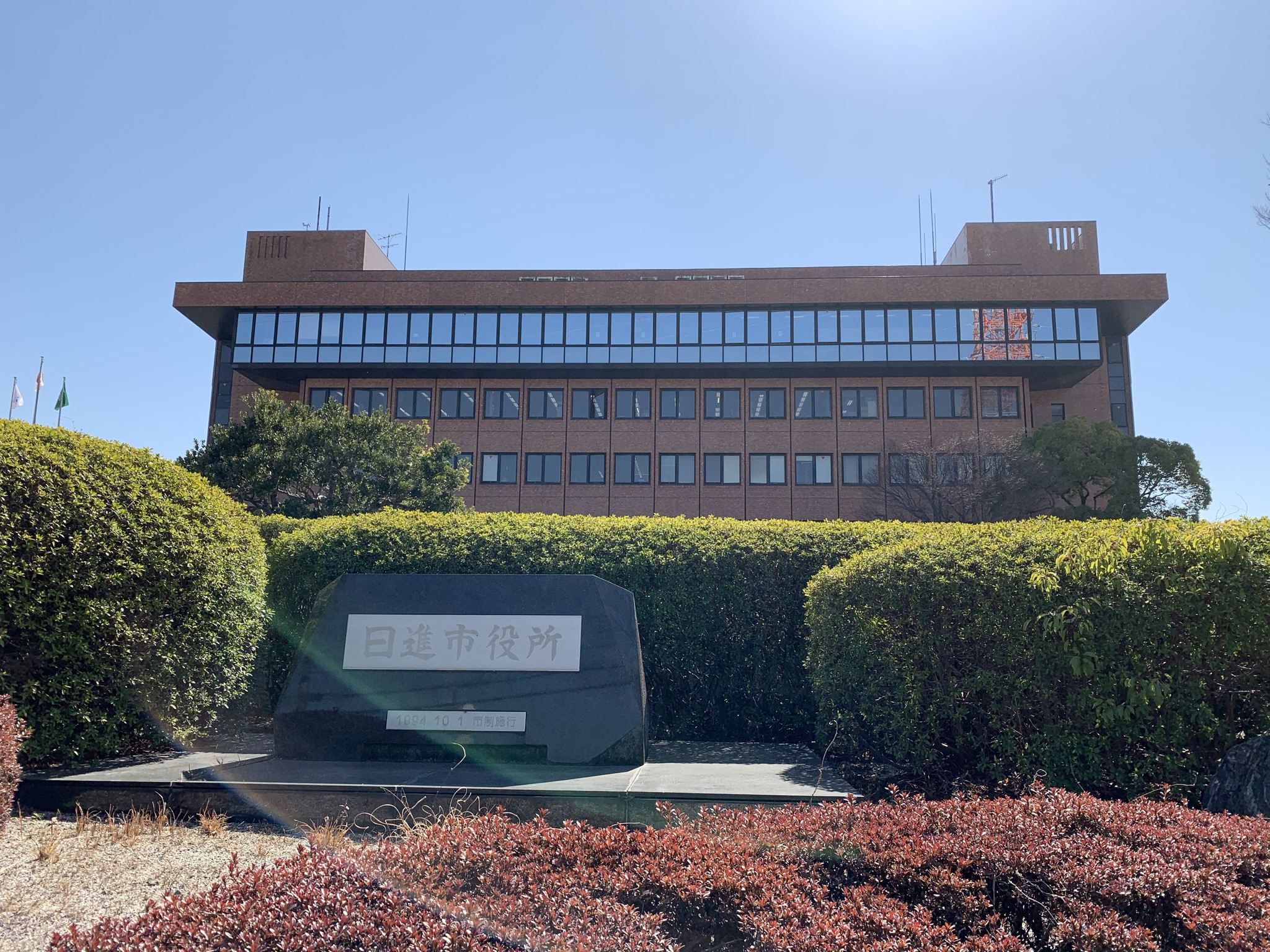
日進市役所 本庁舎

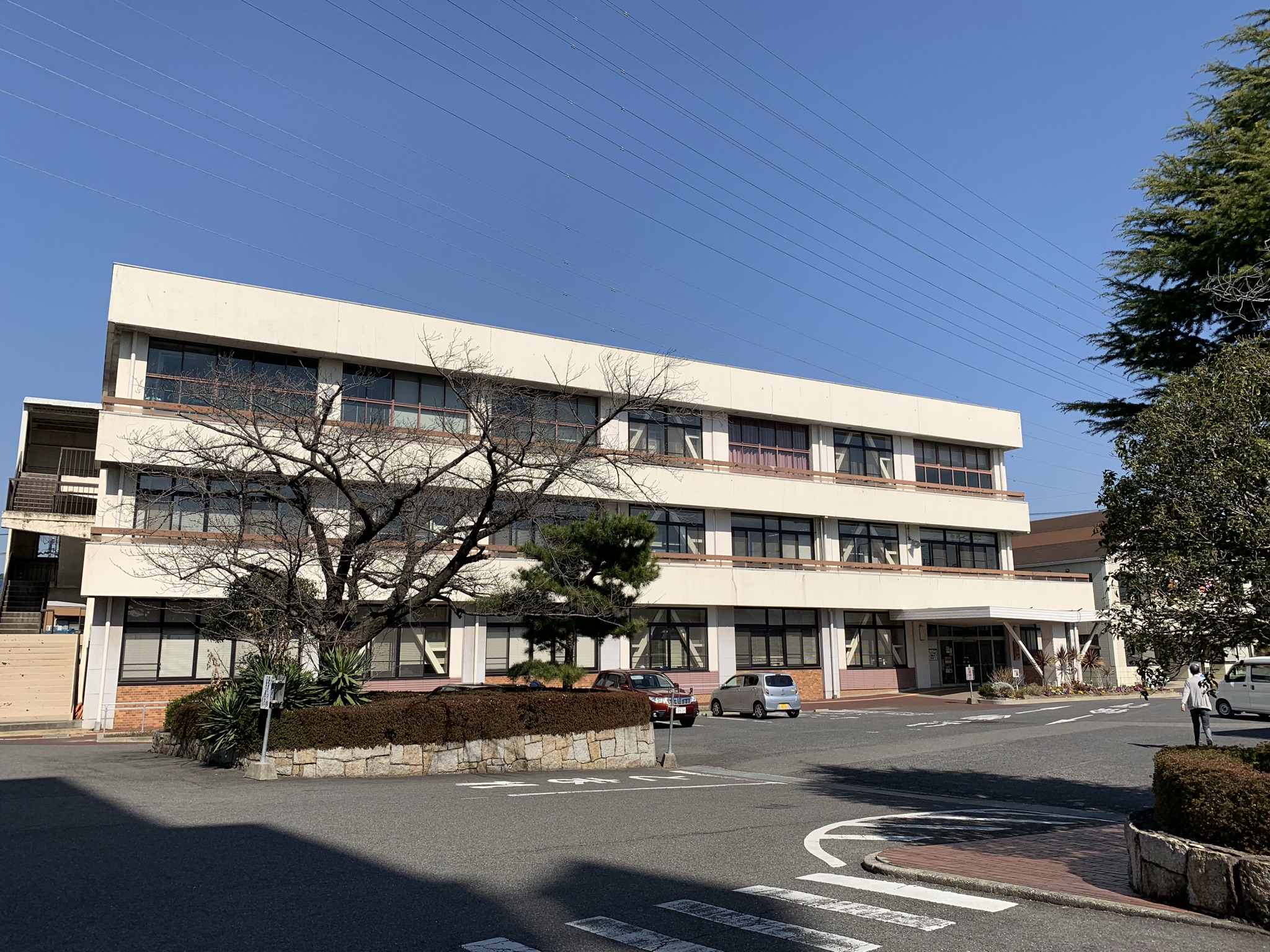
日進市役所 北庁舎

本庁舎
| 階 | 概要 |
| -- | --- |
| 5F | 議会、議会事務局（議事課） |
| 4F | 監査委員事務局、総務部（税務課、収納課） |
| 3F | 市長・副市長室、総務部（行政課、財務政策課）、総合政策部（企画政策課・秘書室、情報広報課、人事課）                                                                                           |
| 2F | 生活安全部（市民協働課、防災交通課・移動政策室、環境課）、こども未来部（子育て支援課、こども課）、日進市教育委員会・学習教育部（教育総務課、生涯学習課、学校教育課）、日進市消費生活センター |
| 1F | 会計管理者（会計課）、健康福祉部（地域福祉課、介護福祉課、保険年金課、市民課） |

北庁舎
| 階 | 概要                                                                                 |
| -- | ------------------------------------------------------------------------------------ |
| 2F | 産業政策部（産業振興課・企業誘致室、基幹施設整備課、農政課）、都市整備部（下水道課） |
| 1F | 都市整備部（都市計画課、道路建設課、土木管理課、区画整理課）                         |

### 財政
2019年度（平成31年度）当初予算案
| 会計名   | 予算額            | 前年度対比 |
| -------- | ----------------- | ---------- |
| 一般会計 | 255億5,300万円    | 6.6％増    |
| 特別会計 | 159億7,339万2千円 | 1.0％増    |
| 全会計   | 415億2,639万2千円 | 4.3％増    |

## 議会

### 愛知県議会
2019年愛知県議会議員選挙
- 選挙区：日進市及び愛知郡選挙区
- 定数：2人
- 投票日：2019年4月7日

| 候補者名 | 当落 | 年齢 | 党派名     | 新旧別 | 得票数 |
| -------- | ---- | ---- | ---------- | ------ | ------ |
| 近藤裕人 | 当   | 58   | 自由民主党 | 現     | 無投票 |
| 福田喜夫 | 当   | 63   | 国民民主党 | 現     | 無投票 |

2015年愛知県議会議員選挙
- 選挙区：日進市及び愛知郡選挙区
- 定数：2人
- 投票日：2015年4月12日
- 当日有権者数：98,202人（日進市66,061人、東郷町32,141人）[33]
- 投票率：38.95％（日進市37.83％、東郷町41.25％）

| 候補者名 | 当落 | 年齢 | 党派名     | 新旧別 | 得票数   |
| -------- | ---- | ---- | ---------- | ------ | -------- |
| 近藤裕人 | 当   | 54   | 自由民主党 | 現     | 15,960票 |
| 福田喜夫 | 当   | 59   | 民主党     | 新     | 13,596票 |
| 山田達郎 | 落   | 41   | 自由民主党 | 新     | 7,710票  |

### 衆議院
- 選挙区：愛知7区（大府市、尾張旭市、豊明市、日進市、長久手市、愛知郡）
- 任期：2024年10月27日 - 2028年10月26日
- 投票日：2024年10月27日
- 当日有権者数：353,528人[34]
- 投票率：58.15％

| 当落 | 候補者名   | 年齢 | 所属党派   | 新旧別 | 得票数    | 重複 |
| ---- | ---------- | ---- | ---------- | ------ | --------- | ---- |
| 当   | 日野紗里亜 | 36   | 国民民主党 | 新     | 111,406票 | ○    |
|      | 鈴木淳司   | 66   | 自由民主党 | 前     | 71,176票  |      |
|      | 鈴木弘一   | 49   | 日本共産党 | 新     | 16,780票  |      |

## 施設

### 警察
市内に警察署はなく、愛知郡東郷町にある愛知警察署が管轄する（1975年までは市内の浅田地区に存在したが、移転した）。同署は市境から約1 kmの場所に位置している。
- 愛知県愛知警察署
  - 岩崎交番（日進市岩崎町）
  - 米野木交番（日進市米野木町）
  - 浅田交番（日進市浅田町）

### 消防
- 尾三消防組合日進消防署（日進市本郷町宮下3番地）
  - 日進消防署西出張所（日進市浅田町西浦15番地）

### 郵便局
- 日進郵便局（蟹甲町池下67-18）
  - 日進岩崎郵便局（岩崎町大塚83-7）
  - 日進赤池郵便局（赤池1丁目1307）
  - 日進香久山郵便局（香久山3丁目1605）
  - 日進栄郵便局（栄3丁目2215-2）
  - 日進南ケ丘郵便局（南ケ丘2丁目2-2）
  - 日進米野木台郵便局（米野木台2丁目403）

### 運動施設
- 総合運動公園
- 日進市スポーツセンター
- 総合運動公園・屋外プール
- 上納池スポーツ公園
- 西山テニスコート
- 香久山テニスコート
- 藤島テニスコート
- 東山グランド
- 米野木北山グランド
- 愛知県口論義運動公園・屋内温水プール
- 中部大学スポーツパーク日進（サッカー専用貸出グラウンド）

### 公園・緑地
- 岩崎城址公園
- 水晶山緑地
- 株山中央公園
- 梅森台公園
- 野方三ツ池公園
- 米野木中央公園（2016年6月1日開園）

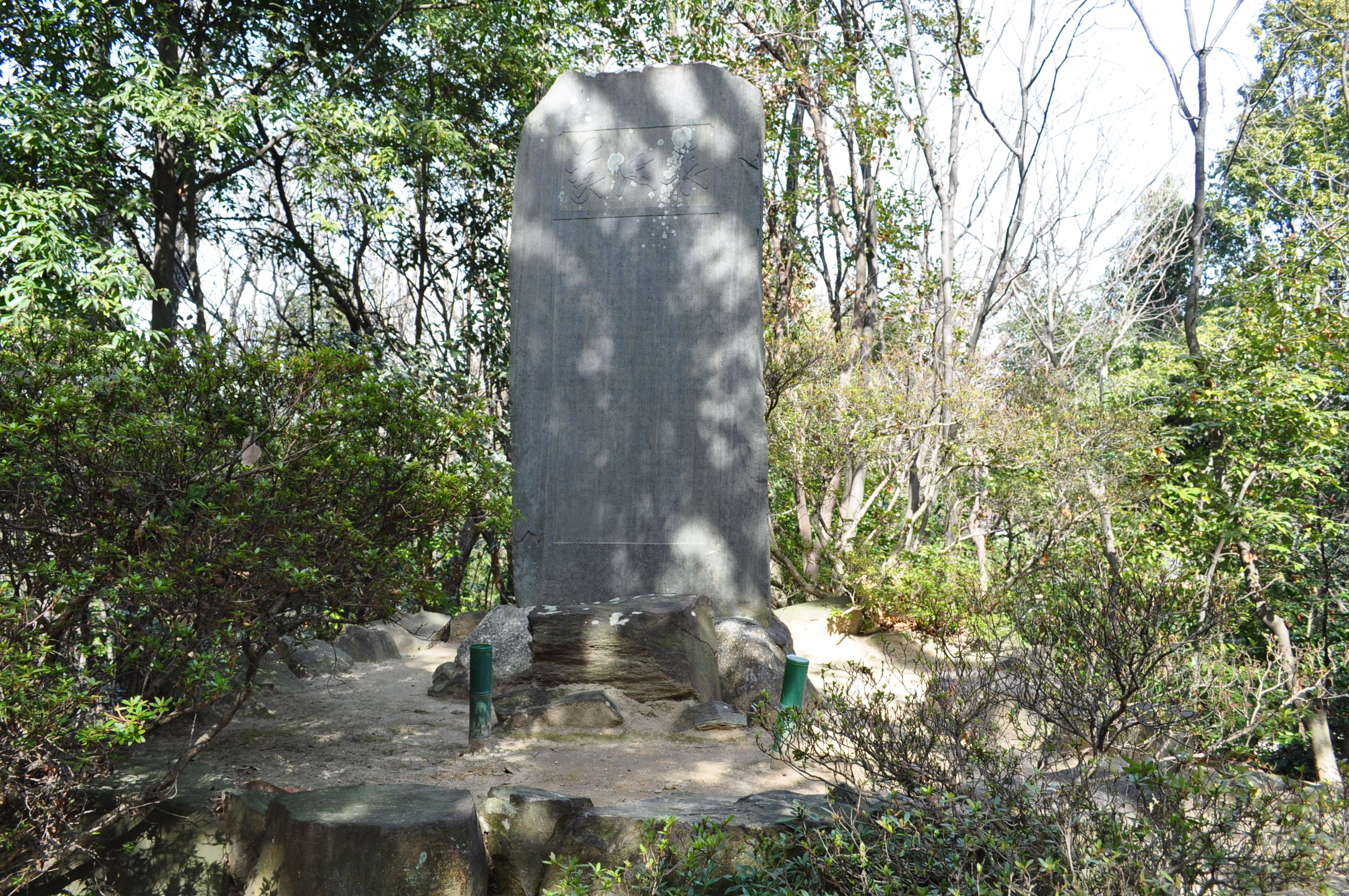
岩崎城址公園内の「忠義碑」（2014年2月13日撮影）

このほかに市内には公園や広場（約170ヶ所）、緑地（約50ヶ所）が点在する。

### 健康福祉施設
- 中央福祉センター
- 保健センター
- シルバー人材センター
- 岩崎台・香久山福祉会館
- 相野山福祉会館
- 西部福祉会館
- 東部福祉会館
- 南部福祉会館
- 北部福祉会館
- 在宅介護支援センター
- にっしん子育て総合支援センター
- 子育て支援センター（日東保育園内）

### 交流施設

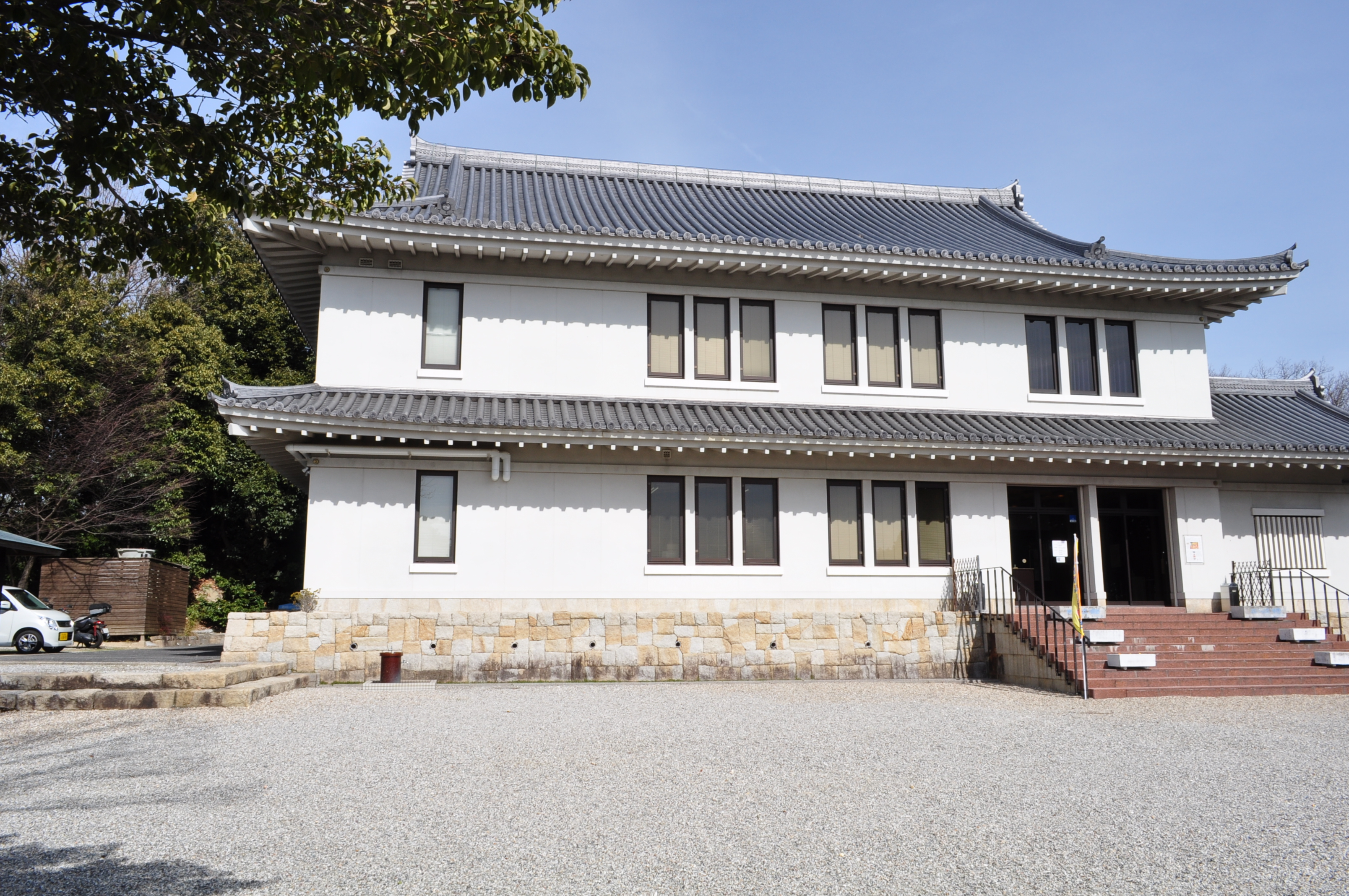
岩崎城歴史記念館（2014年2月13日撮影）

- 日進市民会館
- にぎわい交流館

### 文化施設
- 日進市立図書館
- 生涯学習プラザ
- 岩崎城歴史記念館

### 医療施設
- 日進おりど病院
  - 2次救急に指定されている。

周辺の総合病院としては、国立病院機構東名古屋病院や名古屋記念病院などがある。

### その他の施設
- 中央環境センター（エコドーム）
- 尾張東部浄水場

### 火葬場
日進市は火葬場を設置していない。周辺では名古屋市が八事斎場を、豊田市・みよし市が古瀬間聖苑を設置している。

## 対外関係

### 海外姉妹都市
- オーエンズボロ市（アメリカ合衆国ケンタッキー州） - 2007年4月4日 提携

### フレンドシップ相手国
2005年に開催された愛知万博で、愛知県内の市町村（名古屋市を除く）が120の万博公式参加国をそれぞれ「一市町村一国フレンドシップ事業」としてフレンドシップ相手国として迎え入れた。
- パラオ共和国
- バングラデシュ人民共和国

### 友好自治体
- 木祖村（長野県木曽郡） - 1992年4月12日 提携
- 志摩市（三重県） - 2014年9月26日 提携

### 災害時相互応援協定
- 川俣町（福島県伊達郡） - 2013年4月7日 締結[38]

## 経済

### 商業
現在営業中の店舗
- 日進竹の山ショッピングセンター
  - アオキスーパー 日進店
  - DCM 日進竹の山店
  - あかのれん 日進店
- エディオン 日進竹の山店
- カネスエ
  - カネスエ 浅田店
  - フェルナ 赤池店
  - 旬楽膳 日進店
- コーナン 日進店
- コープあいち 日進店
- 三洋堂書店 香久山店[39]
- しまむら 日進店
- ニトリ 日進店
- バロー 日進岩崎店
- MiO香久山[40]
  - MEGAドン・キホーテUNY 香久山店
- ピアゴ ラ フーズコア赤池店
- フィール 日進店
- プライムツリー赤池
  - イトーヨーカドー赤池店（核テナント）
  - 紀伊国屋書店プライムツリー赤池店[41]
  - TOHOシネマズ赤池[42]
- マックスバリュ 米野木店
- ヤマダデンキ テックランド日進店

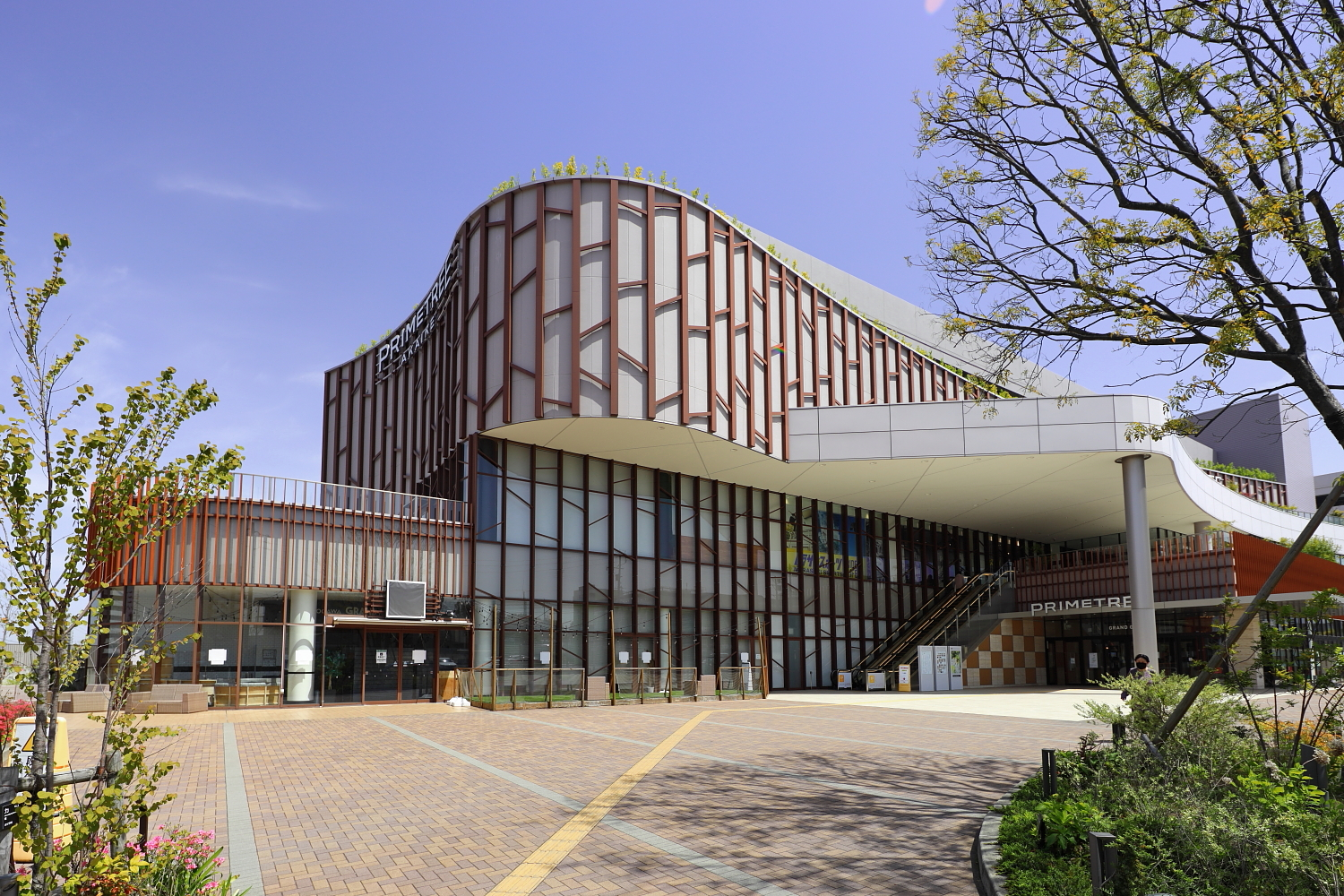
プライムツリー赤池外観
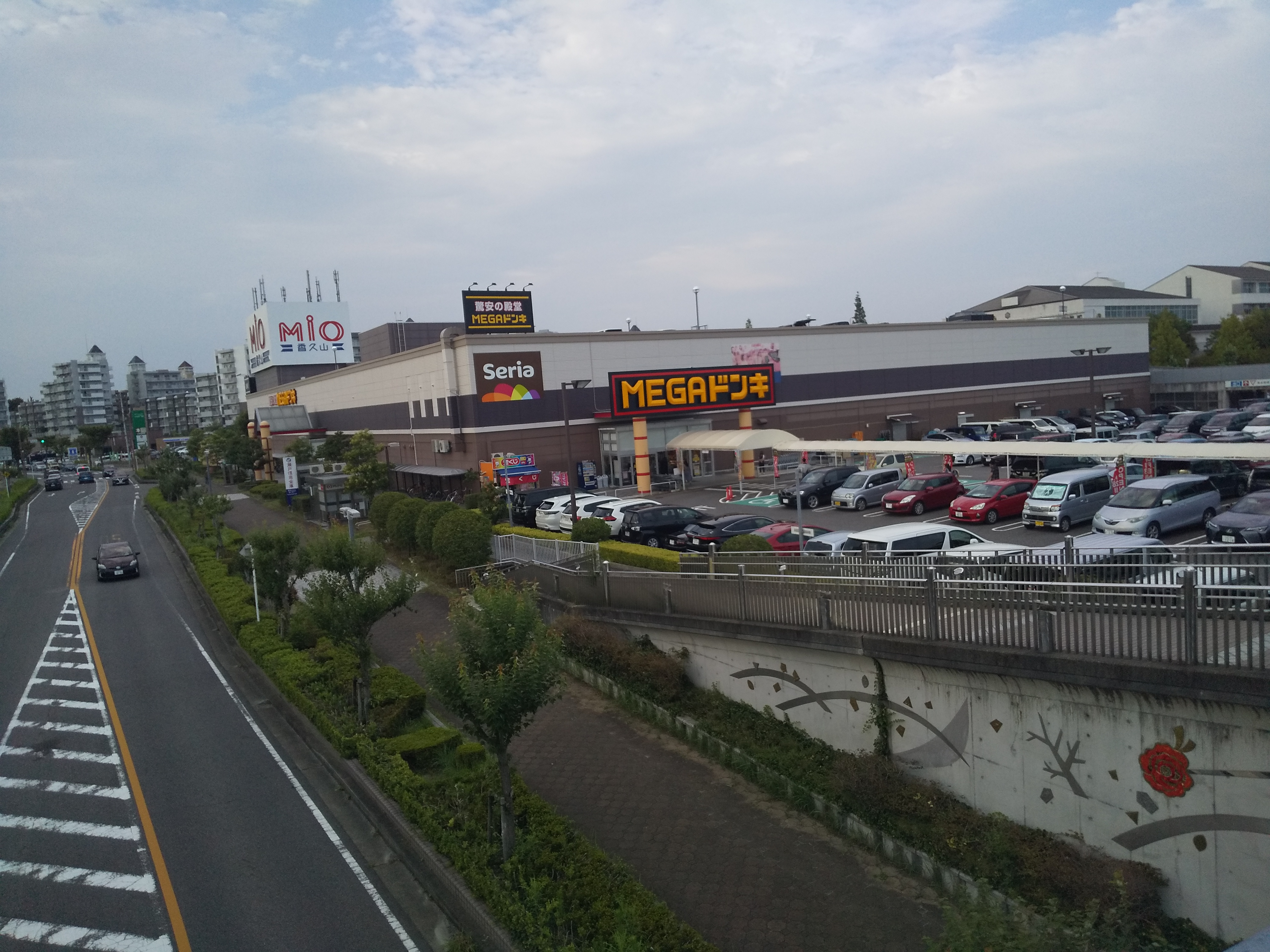
MEGAドン・キホーテUNY香久山店外観

当市内からの徒歩圏に、以下の店舗が存在する。
- ピアゴ平針店（名古屋市天白区）
- 食の殿堂ユーストア ピアゴパワー長久手南店（長久手市）
- マックスバリュ 長久手店（同上）
- イオンモール長久手（同上）
- 東京インテリア家具 長久手店

### 日進市に本社を置く企業
- 愛知兄弟社
- あいち尾東農業協同組合
- 愛知ヤクルト工場
- あさくま（本店）
- 荒川工業
- ウェルカム・バスケット
- カナレ電気
  - カナレハーネス[43]
- キョクトー[44]
- テクニカルリンクスデザイン
- 東名化成
- トヨタ情報システム愛知
- SOKEN（デンソー子会社：2018年4月、愛知県西尾市より本社移転）[45][46][47]
- ハクサン
- ビートソニック
- マーゼンプロダクツ
- マスプロ電工
- ミライズ テクノロジーズ（デンソー子会社）[48]
- 名菱電子
- 名古屋フランスcorp

### 日進市に拠点を置く企業
- アーク 名古屋支社（2016年10月、名古屋市天白区より移転）[49][50]
- 愛知トヨタ ツインカム営業所
- 花王ロジスティクス 日進営業所
- サカイ引越センター 名古屋東支社
- ジェイテクトギヤシステム 日進工場
- 西濃運輸
  - 名古屋東支店
  - 名古屋東物流センター
- タンガロイ 名古屋工場
- 中央可鍛工業 日進工場
- 中部電力
  - 人財開発センター[51]
  - 日進総合グランド
- 中部電力パワーグリッド
  - 日進変電所
  - 梅森開閉所[52]
- デンソー 先端技術研究所[53]
- 東邦ガス 日進営業所
- トヨタ自動車 日進研修センター
- 萩原電気 日進事業所
- 物産ロジスティクスソリューションズ 共配　低温／日進センター[54]
- マキタ
  - 日進事業所
  - 東名古屋営業所
- ヤナセ 名古屋東支店
- ヤマト運輸 日進香久山センター
- ジェイテクトギヤシステム 日進工場
- わらべや日洋食品名古屋工場
  - ベストランス名古屋営業所

### 金融機関
- 三井住友銀行赤池支店[55]
  - 日進駅出張所（ATM）[56]
- 十六銀行赤池支店[57]
- あいち銀行赤池支店[58]
  - 名鉄日進駅(ATM)[59]
- 名古屋銀行日進支店[60]
  - 日進駅前(ATM)[61]
- 三十三銀行日進支店[62]
- 大垣共立銀行あかいけ支店[63]
- 瀬戸信用金庫日進支店[64]
- 愛知信用金庫日進支店[65]
- 豊田信用金庫
  - 日進支店[66]
  - 米野木支店（2017年2月13日開店）[67][68][69]

## 生活基盤
- 電力：中部電力天白営業所[70]
- ガス：東邦ガス日進営業所[70]
- 本市を管轄区域に含む税務署は、名古屋市瑞穂区の名古屋国税局昭和税務署である[71]。

## 通信

### 市外局番
- 市域の大部分は0561（瀬戸MA）[注釈 2]。
  - 市内局番は、主に70番台（72 - 75）を使用する。ただし、最近では他の市内局番も見られる。
- 名古屋市に近い赤池町・赤池・浅田町・梅森町・梅森台・香久山は052（名古屋MA）[72]。
  - 市内局番は、名古屋市天白区などと同じ800番台を主に使用する。

### 郵便
担当の集配郵便局は日進郵便局である。
日進市内の郵便番号は〒470-01**である。

## 交通

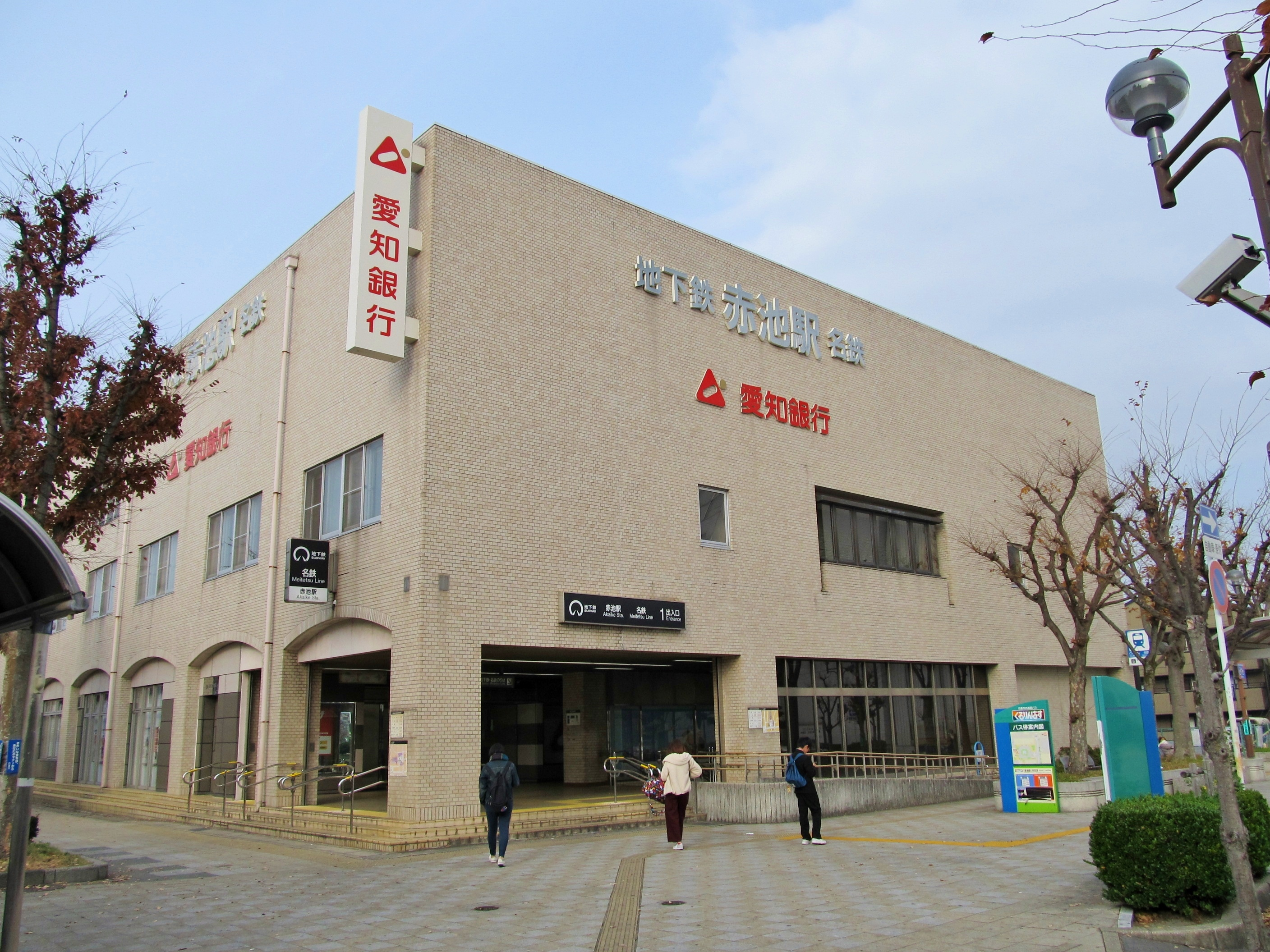
赤池駅

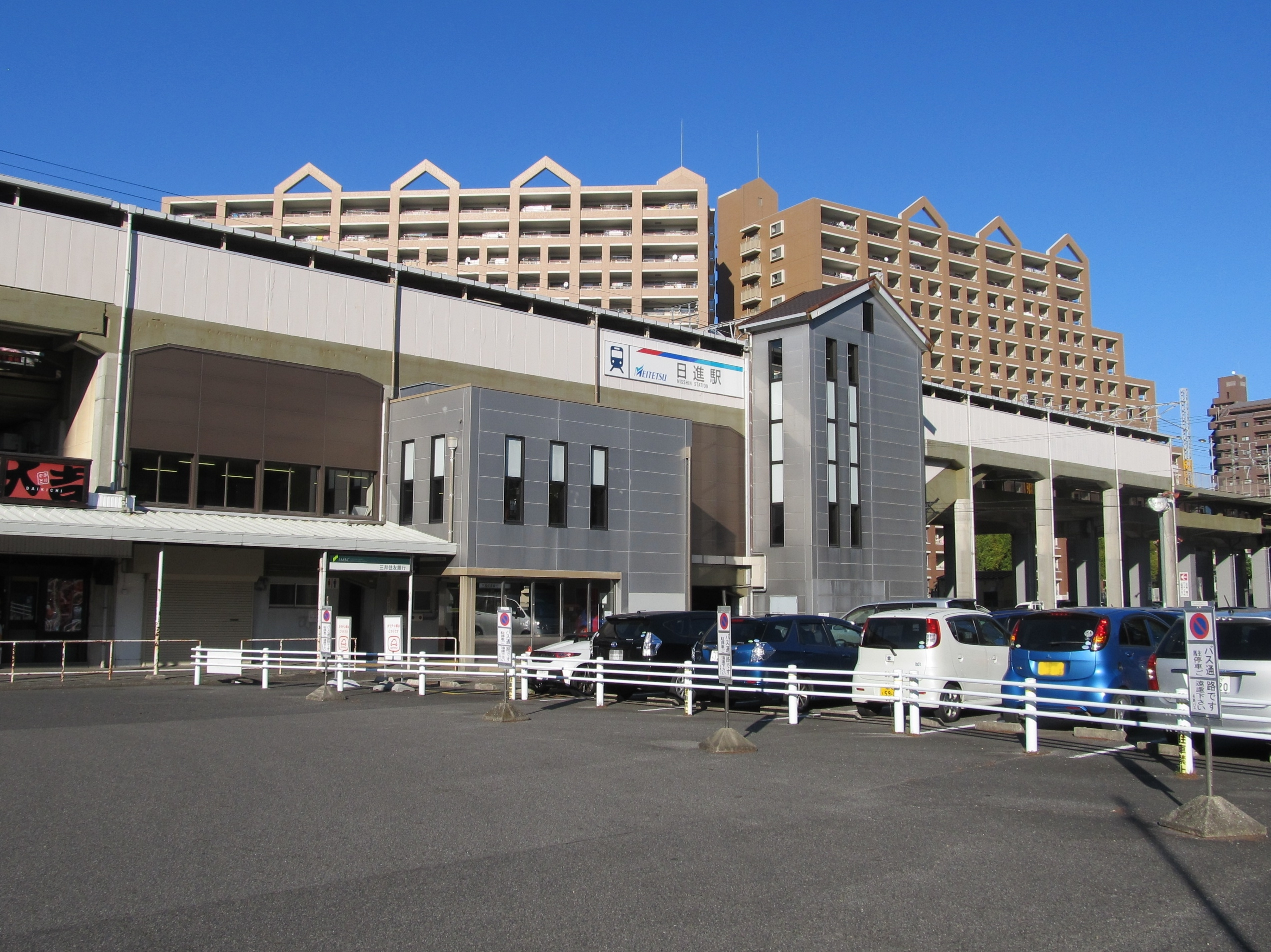
日進駅

### 鉄道
名鉄豊田線が市の南部を東西に貫通している。市役所へは日進駅が最寄であるが、赤池駅をまたいで鶴舞線方面へ向かうと運賃が割高となり、また赤池駅以東の列車本数が減少するため、市南西部の住民は赤池駅を利用することも少なくない。名古屋市方面への通勤・通学の他にも、豊田市方面への通勤も多く、宅地開発に伴って米野木駅の利用者も増加している。
名古屋市交通局（名古屋市営地下鉄）
■ 鶴舞線：赤池駅
名古屋鉄道（名鉄）
■ 豊田線：赤池駅 - 日進駅 - 米野木駅

### バス
コミュニティバス
- くるりんばす（日進市内巡回バス）

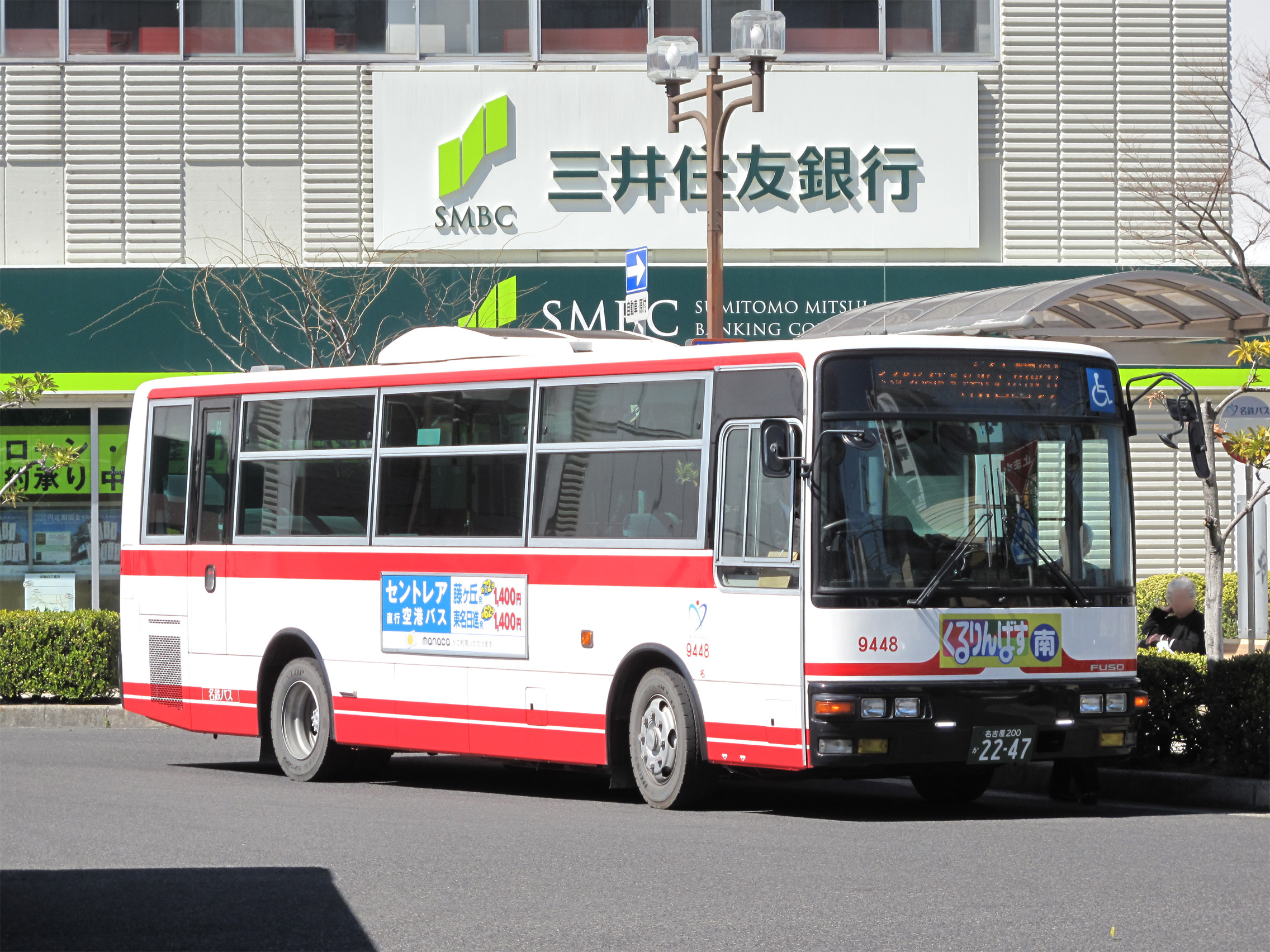
くるりんばす（名鉄バスの車両による代走）

N-バス（長久手市コミュニティバス）も市域を通過しているが、市内に停留所はない。
名鉄バス
- 赤池駅・日進駅・米野木駅・星ヶ丘駅・藤が丘駅・徳重駅・前後駅・知立駅・長久手古戦場駅 各駅からの発着便あり

都市間高速バス(名鉄バス)
- 名古屋・高針線：名鉄バスセンター - 栄 - （名古屋高速道路経由） - 門木 - 香久山 - 竹の山 - 愛知学院大

名古屋市交通局
- 幹本郷1号系統（地下鉄平針 - 梅森台一丁目 - 梅森台三丁目 - 本郷）

※同じ幹本郷1号系統の猪高緑地バス停（長久手市）は本市域からセブン-イレブン長久手片平店（2025年5月22日閉店）を挟んだ横にあり、極めて近い。
高速バス
- JR東海バス・JRバス関東
  - 東名ハイウェイバス（昼行便）： 名古屋駅（新幹線口） - 東名日進 - 東京駅[74]
- JR東海バス
  - ドリームなごや号（夜行便）： 名古屋駅（新幹線口）- 赤池駅前 - 日進駅前 - 東京駅 - 新木場駅[74]

### 道路

#### 高速道路

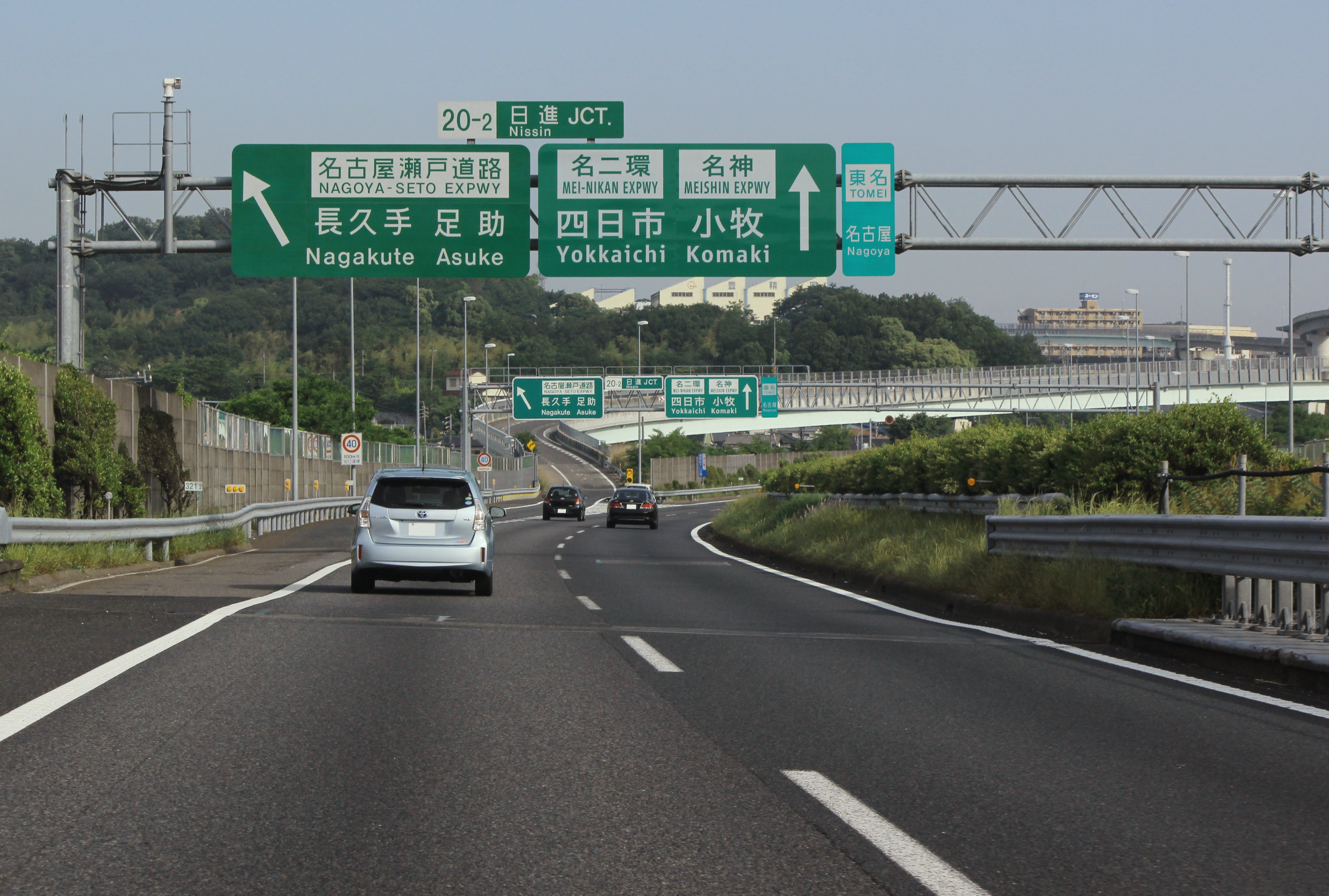
日進JCT

市内にインターチェンジはない。最寄りインターチェンジは名古屋IC、東名三好IC、または長久手IC。
日進市は、東名高速道路からの市内アクセスを可能とするスマートインターチェンジの設置に向けた概略検討・周辺現況調査を2016年（平成28年）度から開始。2019年9月20日、 国土交通大臣より東名高速道路と東郷PAと日進市道との連結が許可された。
- 東名高速道路
  - 日進JCT - 東郷PA/東郷SIC（仮称）

#### 一般有料道路
- 名古屋瀬戸道路
  - 日進JCT - 日進IC（仮称）

#### 国道
- 国道153号
- 国道302号 - 市域西端、赤池町下田地内の天白川上を通過

#### 主要地方道
- 愛知県道56号名古屋岡崎線
- 愛知県道57号瀬戸大府東海線
- 愛知県道58号名古屋豊田線

#### 一般県道
- 愛知県道215号田籾名古屋線
- 愛知県道219号浅田名古屋線
- 愛知県道221号岩崎名古屋線
- 愛知県道231号米野木莇生線
- 愛知県道233号岩作諸輪線
- 愛知県道521号日進瀬戸線（名古屋瀬戸道路）

#### 道の駅
- マチテラス日進

### 運輸支局
愛知運輸支局の管轄区域である。使用の本拠の位置が日進市の自動車には、名古屋ナンバーが交付される。

### 水素ステーション
- 東邦ガス日進水素ステーション[78]

## 教育

### 大学
私立
- 愛知学院大学 日進キャンパス
- 愛知東邦大学 日進グラウンド[79]
- 椙山女学園大学 日進キャンパス[80]
- 中部大学 スポーツパーク日進[81]
- 名古屋商科大学
- 名古屋学芸大学
- 名古屋外国語大学

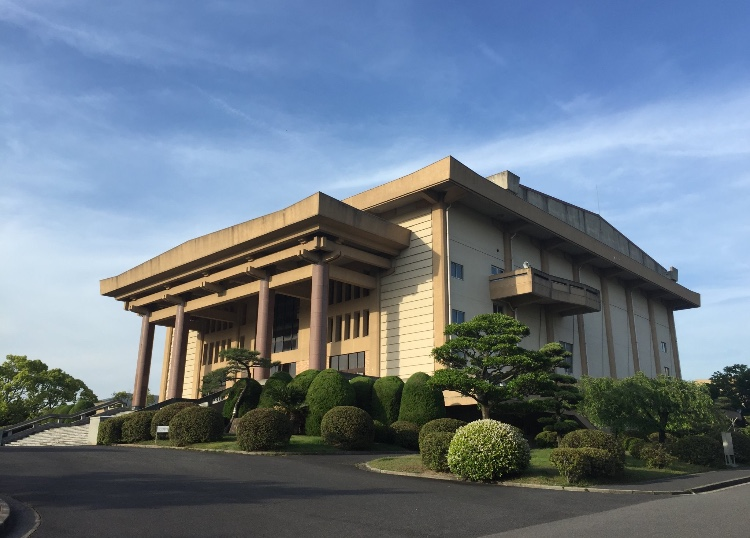
愛知学院大学

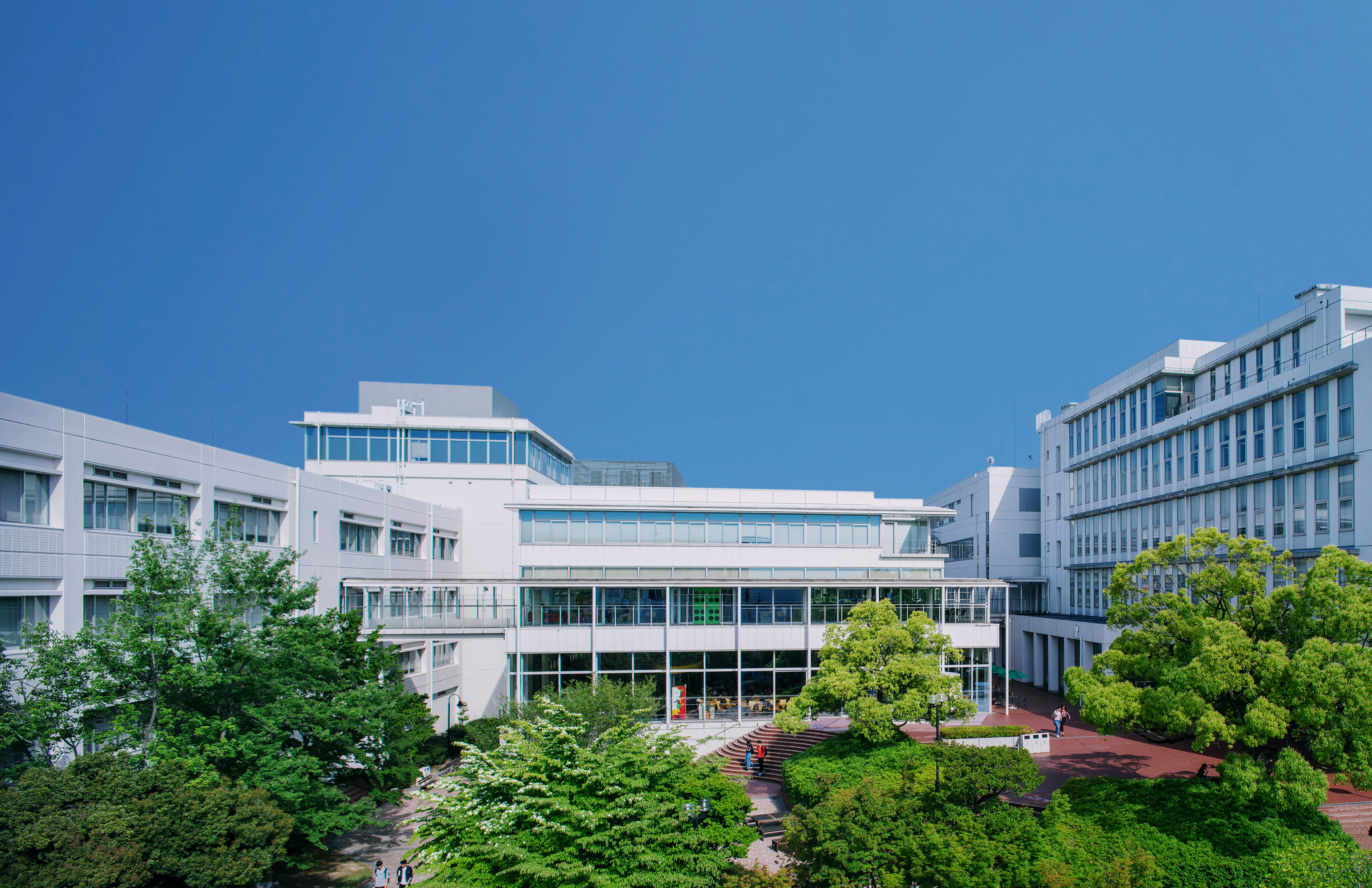
名古屋外国語大学

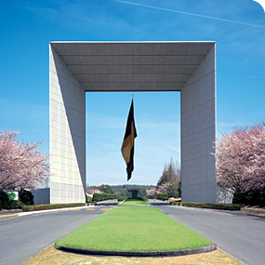
名古屋商科大学

- 名城大学 日進キャンパス（総合グラウンド）[82]

### 高等学校
県立
- 愛知県立日進高等学校
- 愛知県立日進西高等学校

私立
- 中部大学第一高等学校
- 国際高等学校

### 中学校
市立
- 日進市立日進中学校
  - 日進中学校青葉分校
- 日進市立日進西中学校
- 日進市立日進東中学校
- 日進市立日進北中学校

### 小学校
市立
- 日進市立西小学校
- 日進市立東小学校
- 日進市立北小学校
  - 北小学校青葉分校
- 日進市立南小学校
- 日進市立相野山小学校
- 日進市立香久山小学校
- 日進市立梨の木小学校
- 日進市立赤池小学校
- 日進市立竹の山小学校

平成25年度、県下でも珍しい小中併設校が開校した。竹の山小学校と日進北中学校が併設校である。

## 観光

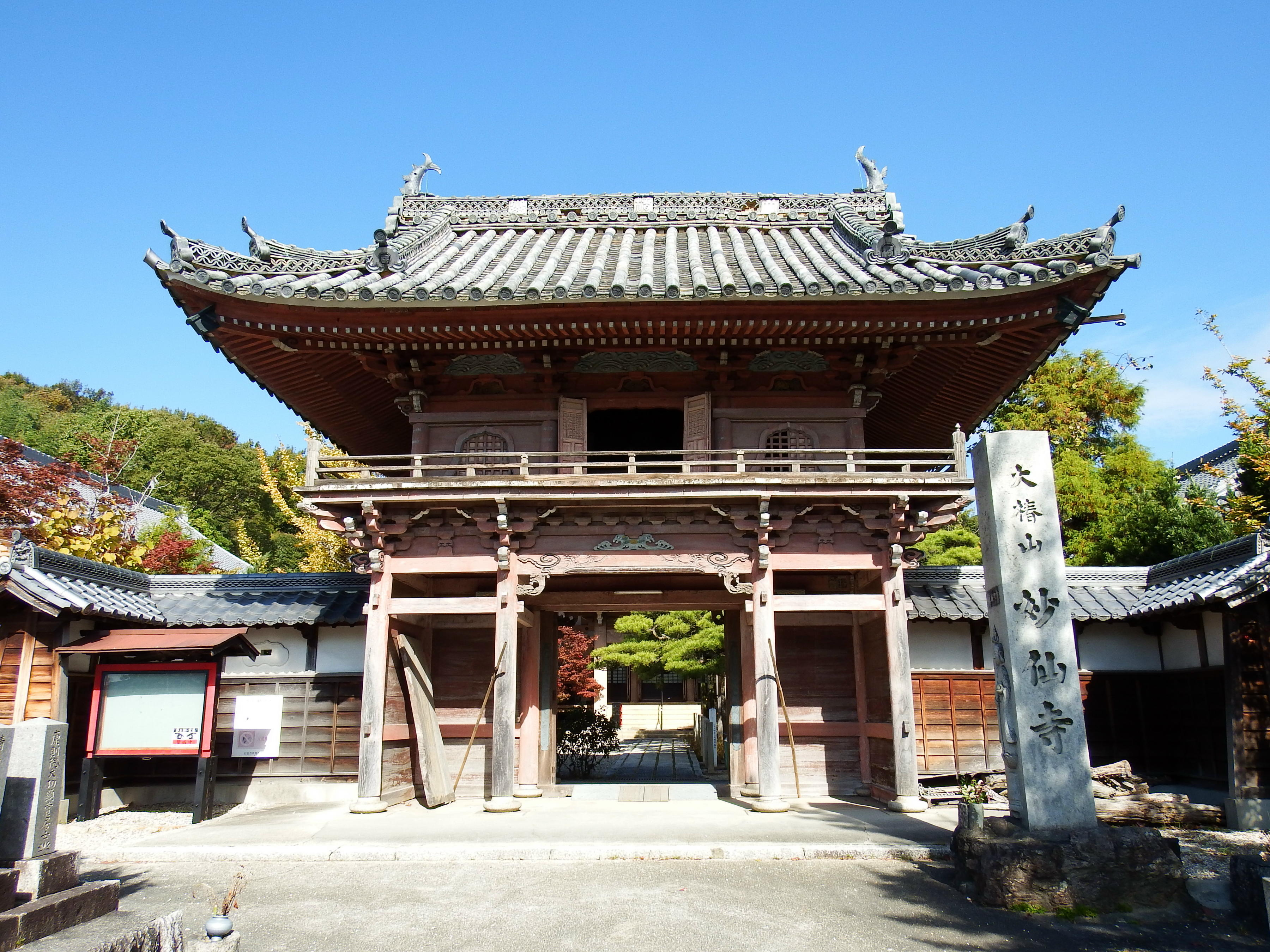
妙仙寺

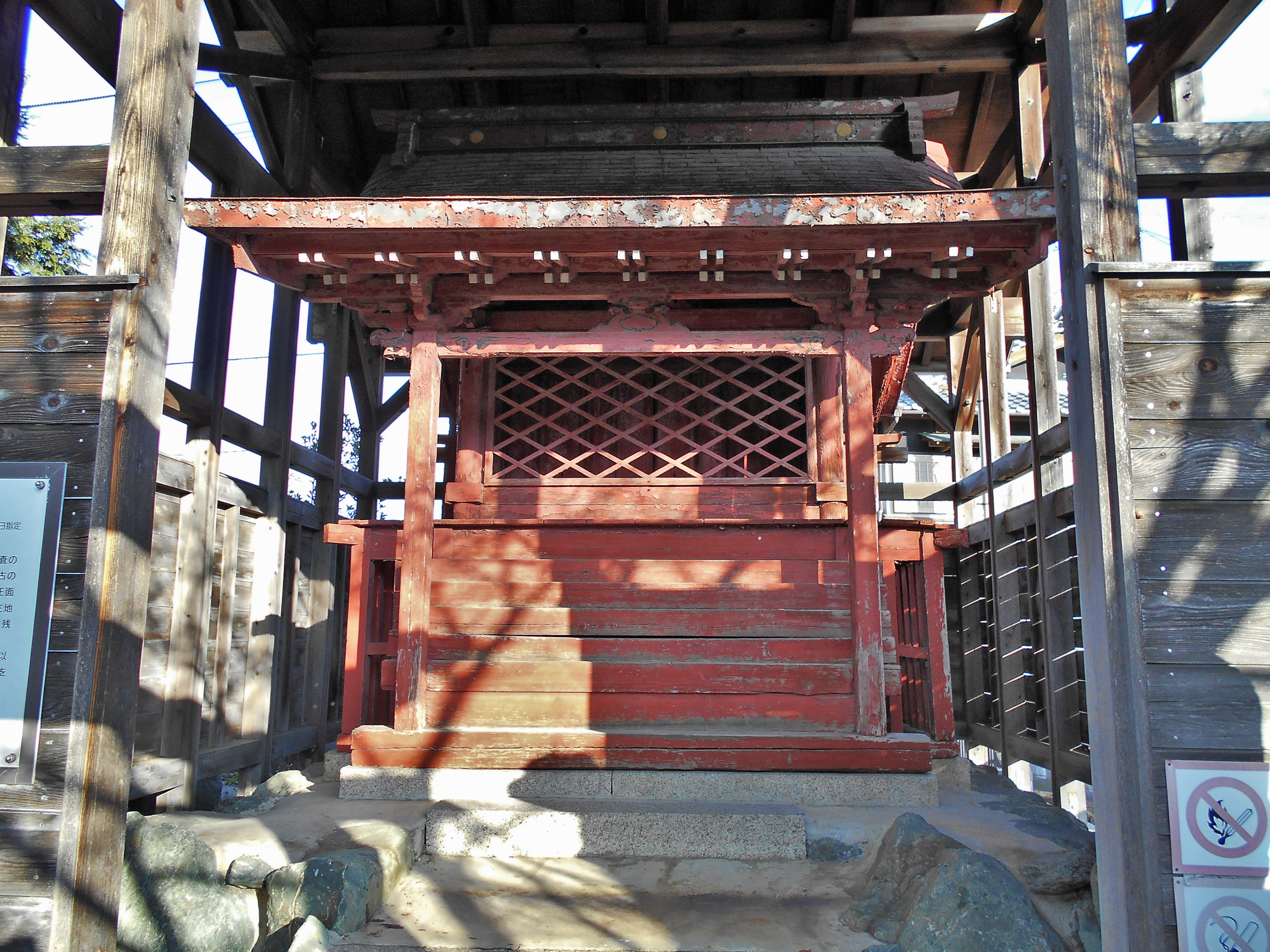
天地社旧本殿

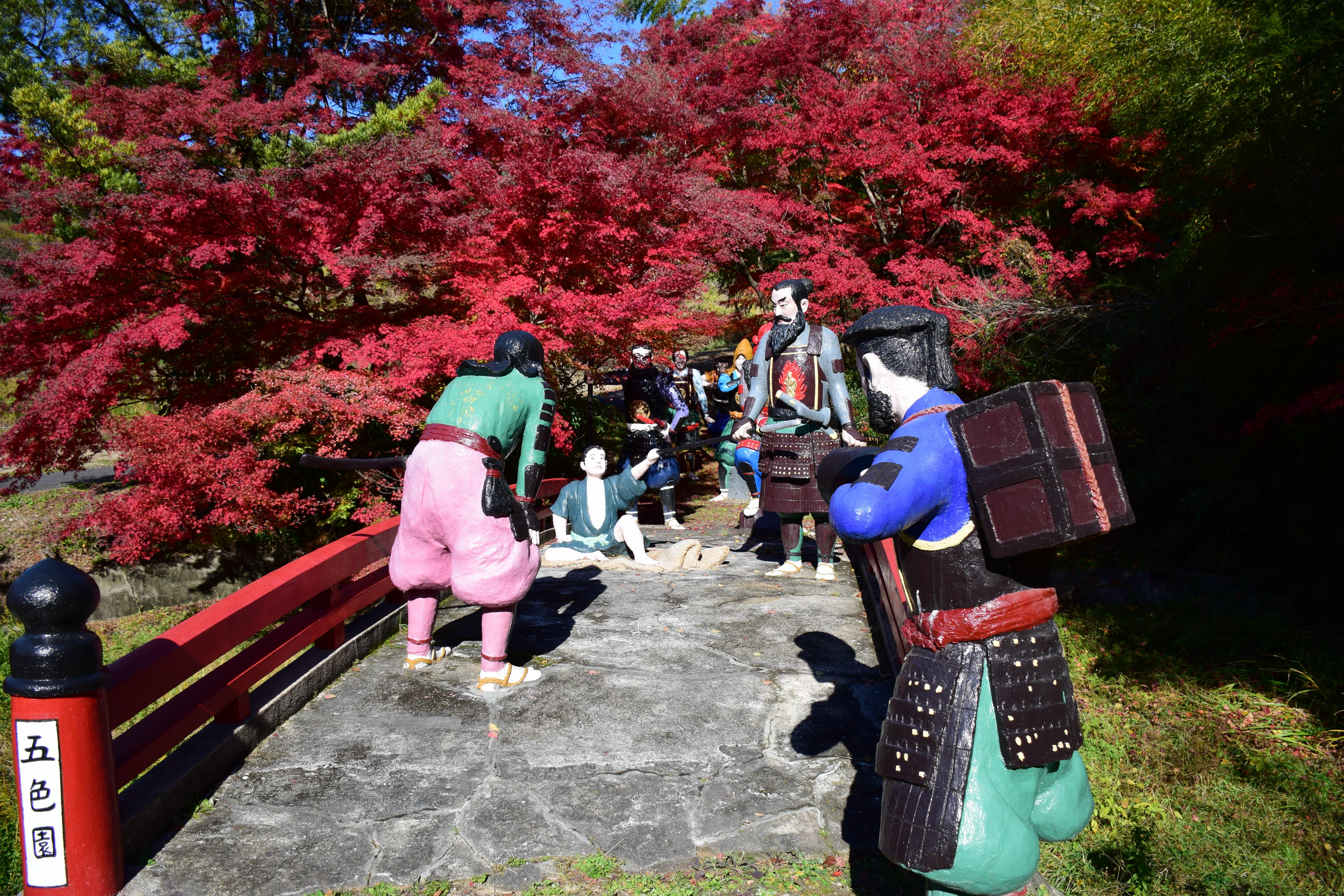
五色園

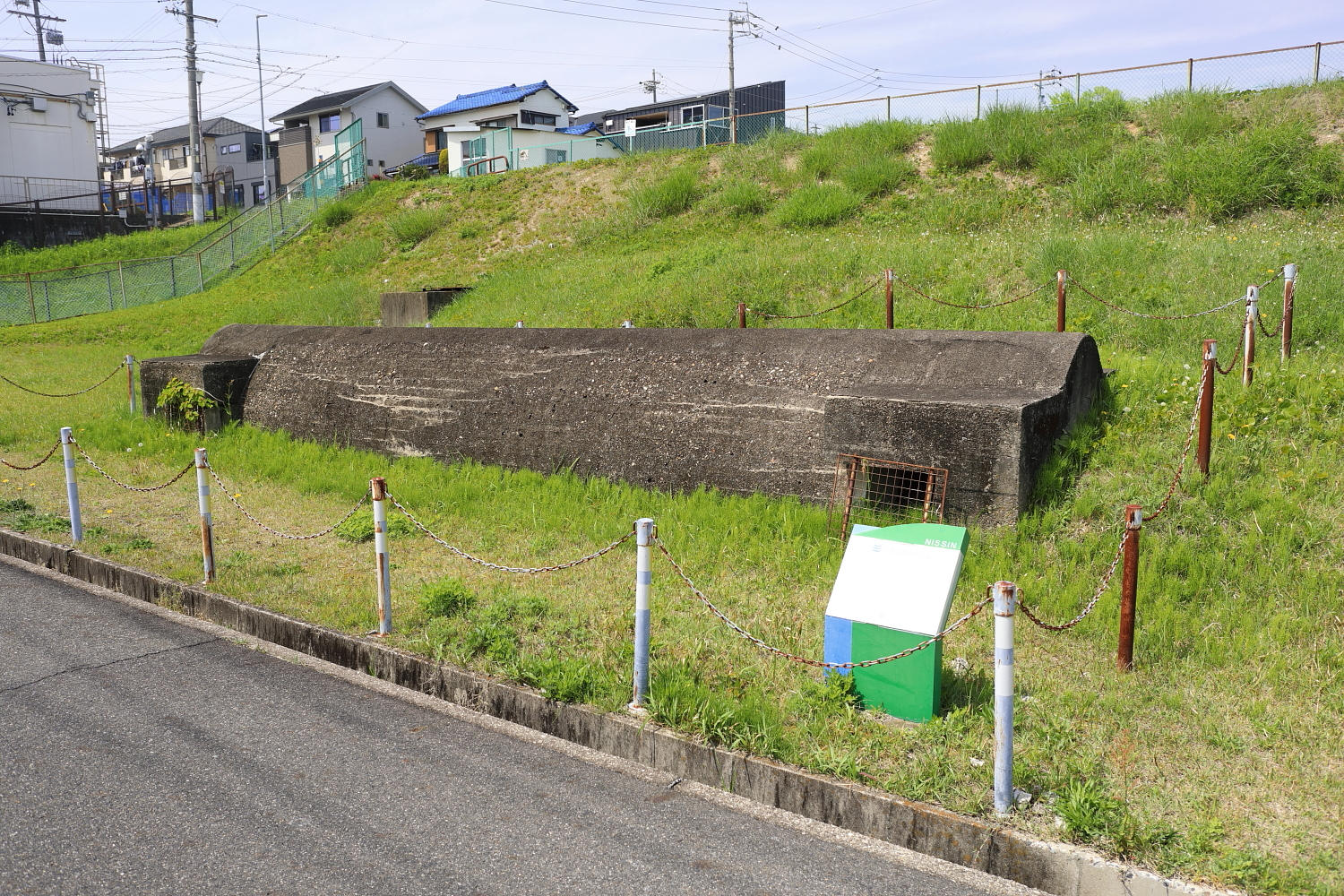
日進変電所防空壕

### 文化財
国の登録有形文化財
- 旧市川家住宅主屋[83]

市指定文化財
- 妙仙寺山門・臥龍の松[84][85]
- 白山第1号墳（白山宮境内）
- 天地社旧本殿（天地社境内）
- 岩藤天王祭の山車（岩藤公民館内）
- 香久山古窯（すずかぜ公園内）
- 聖人塚

### 名所･旧跡
主な城郭
- 岩崎城[86]
- 梅森古城跡[84]

主な寺院
- 妙仙寺[87] - 岩崎城主丹羽氏菩提寺、門前に結界石がある。
- 観音寺
- 慈眼寺
- 碩善寺
- 大應寺
- 清重寺
- 宝林寺
- 宝泉寺[88] - 門前に結界石がある。
- 大安寺（五色園内）
- 龍谷寺
- 東陽寺
- 本亮院
- 宝珠寺
- 眺景寺
- 龍淵寺[89] - 天正元年（1573年）、丹羽秀信（赤池城主）により寺創建時に植樹されたといわれる樹齢約400年の椎の木（ツブラジイ）や門前に結界石がある。
- 霊鷲院

主な神社
- 八剣社
- 岩崎御嶽社
- 神明神社
- 八幡神社
- 白山宮[90] - 寛文13年（1673年）の建立の石鳥居がある。
- 御嶽神社
- 梅森八幡社
- 天地社
- 八幡社

主な史跡
- 日進変電所・防空壕

### 観光スポット
主な観光スポット
- 岩崎御嶽山
  - 菊水の滝[91]
- 竹の山 - 標高133.9mの山[92]
- 愛知池
- 愛知牧場
- 五色園
- 平成展望台
- 愛知ヤクルト工場（工場見学要事前予約）
- ナゴヤハウジングセンター 日進梅森会場

美術館・資料館
- マスプロ美術館
- 岩崎城歴史記念館
- 名古屋市市電・地下鉄保存館「レトロでんしゃ館」（名古屋市交通局日進工場内）
- 旧市川家住宅（国の登録有形文化財）
- 明治記念館（要予約）

## 文化・名物

### 祭事･行事
- 朝市（毎週日曜：午前6～8時） - JAあいち尾東日進支店駐車場
- にっしんスポーツフェスタ（3月）
- 岩崎川桜まつり（3～4月） - 岩崎川河畔
- 岩崎城春まつり（4月） - 岩崎城
- 日進市民体力テスト（5月）
- 岩藤天王祭（7月） - 岩藤町 神明社境内
- にっしんヤングフェスタ（8月）
- にっしん夢まつり・夢花火（9月）- 日進市役所駐車場
- 日進市民美術展覧会（9月）
- にっしん市民まつり（11月） - 日進市役所周辺
  - 日進市産業まつり - JAあいち尾東日進支店付近
  - にっしん文化祭 - 日進市民会館
  - にっしんレクリエーションスポーツまつり - 日進市スポーツセンター
  - 図書館まつり - 日進市立図書館
- にっしんエコフェスタ（11月） - 日進市民会館
- にっしん市民活動祭（12月）
- にっしんハーモニーフェスタ（12月）

### 特産
- 磨砂[93]

## 出身・関連著名人
- 近藤裕貴（日進市長）
- 服部道子（プロゴルファー）
- 石田彰[94]（声優） - 赤池地区出身[95]。
- 小野田正利（教育学者、大阪大学名誉教授）
- 谷口悟朗（アニメーション監督）
- 鈴木サチ（ファッションモデル）
- 須田亜香里（タレント） - 日進市生まれで名古屋市育ちである。
- 松尾歩（将棋棋士）
- 斉と公平太（現代美術作家）
- 安藤親広（映画プロデューサー）
- IRENE（元ZIP-FMミュージックナビゲーター）
- 諏訪彩花（声優） - 出生は名古屋市。
- 小林親弘（声優）
- 佐井祐里奈（元宮崎放送アナウンサー）
- 三輪紋子（女優）
- 河村花（女優）
- 宇野正高（プロボクサー）
- 小川翔  (キックボクサー)
- リオ（NiziU）
- 平岩玄（バスケットボール選手・アルバルク東京）
- 政所和行（ミュージカル俳優）
- 吉野裕斗（実業家・政治活動家）
- 越智一真（俳優）
- 伊藤千由李（アイドル・歌手）
- 伊藤千咲美（歌手・ダンサー）
- 山口真季（タレント）

### 名誉市民
- 野依良治（2001年ノーベル化学賞受賞者）[96]